# Arthrotardigrada
Ordre
Les Arthrotardigrada sont un ordre de l'embranchement des tardigrades.

## Liste des familles
Selon Degma, Bertolani et Guidetti, 2017 :
- Archechiniscidae Binda, 1978
- Batillipedidae Ramazzotti, 1962
- Coronarctidae Renaud-Mornant, 1974
- Halechiniscidae Thulin, 1928
- Neoarctidae Grimaldi de Zio, D'Addabbo Gallo & Morone De Lucia, 1992
- Neostygarctidae Grimaldi de Zio, D’Addabbo Gallo & Morone De Lucia, 1987
- Renaudarctidae Kristensen & Higgins, 1984
- Stygarctidae Schulz, 1951
- Styraconixidae Kristensen & Renaud-Mornant, 1983
- Tanarctidae Renaud-Mornant, 1980.

## Publication originale
- Marcus, 1927 : Zur Anatomie und Ökologie mariner Tardigraden. Zoologische Jahrbücher, Abteilung für Systematik, vol. 53, p. 487–558.